# Kenzō Masaoka
Kenzo Masaoka (政岡憲三?, Masaoka Kenzo; Nishio, 5 ottobre 1898 – Tokyo, 23 novembre 1988) è stato un animatore giapponese.

## Biografia
Nel 1922 entrò all'Accademia di Belle Arti di Kyoto dove studiò pittura giapponese con il famoso pittore Seiki Kuroda, e quindi all'Istituto d'arte Aoibashi, dove studiò pittura occidentale. Dopo il diploma decise, tuttavia, di dedicarsi alla cinematografia. Nel 1925 iniziò a lavorare presso la Makino Eigasha di Kyoto, dove fece da aiuto regista a Shōzo Makino, e si occupò anche di scenografia. Nello stesso anno realizzò un progetto indipendente con la Donbei dirigendo il film per ragazzi Umi to kyuden (Il palazzo nel mare). Nel 1929 approdò quindi alla Nikkatsu Uzumasa dove, facendo un po' di tutto, arrivò ad essere il responsabile della Sezione film didattici. La chiusura della struttura, tuttavia, lo portò quasi per caso a fare il suo debutto nell'animazione. Nel 1930 esordì con il cortometraggio Nansensu monogatari daīppen - Sarugashima (Storia senza senso di un naufragio - L'isola delle scimmie), storia di un bambino finito naufrago su un'isola abitata solo da scimmie, realizzato con la liquidazione ricevuta dalla Nikkatsu.
Due anni dopo fondò lo studio di animazione Masaoka eiga, in cui chiamò a collaborare diversi allievi, tra i quali Mitsuyo Seo, e stipulò un contratto con la Shochiku per la realizzazione del primo cartone animato sonoro giapponese, Chikara to onna no yononaka (Quello che conta al mondo sono la forza e le donne), proiettato nel 1933. Da qui in poi Masaoka si lanciò nella realizzazione di diversi cortometraggi tanto ben animati quanto costosi, cosa che gli valse, da un lato l'appellativo di "Disney giapponese", ma dall'altro il fallimento. Tra le opere migliori di questa breve stagione, Kaguya-hime (La Principessa Kaguya), del 1934, e Mori no yosei (La fata della foresta) del 1935. Masaoka è stato il primo animatore giapponese ad abbandonare la carta ritagliata per i costosi fogli di acetato, scelta che gli fece dilapidare nel giro di quattro anni una fortuna equivalente a milioni di yen attuali. Senza scoraggiarsi, nel 1937 fondò un nuovo studio, il Masaoka dōga kenkyujo, impiegando per la prima volta il termine dōga (immagine in movimento) anziché senga eiga (film disegnato) per indicare il cartone animato.
Con il nuovo studio, grazie alla collaborazione con la Shochiku, riuscì a produrre diversi cortometraggi, anche se, a causa delle sempre maggiori difficoltà, finì per entrare nella stessa Shochiku come capo del dipartimento animazione. Qui nel 1942, dopo otto mesi di duro lavoro, che gli costarono anche un ricovero per disturbi alla vista, realizzò uno dei suoi capolavori, Kumo to tulip (Il ragno e il tulipano). A dispetto del notevole risultato artistico e tecnico, però, l'opera gli portò il biasimo delle autorità civili e militari, per essere l'unica del periodo a non trattare l'imperversante tema bellico. Nel 1943 partecipò quindi alla realizzazione di Momotaro umi no shinpei, diretto dal suo ex allievo Mitsuyo Seo e primo lungometraggio animato giapponese.
Finita la guerra, nel 1945 fondò assieme a Sanae Yamamoto, Yasuji Murata e molti altri animatori, la Shin Nihon Dogasha, poi rinominata Nihon Manga Eigasha, con cui nel 1946 realizzò Sakura - Haru no gensō che, però, la Toho decise di non distribuire, ritenendolo un prodotto troppo poco commerciale. Nello stesso anno, ottenuto un finanziamento di un milione di yen da Tetsuo Mashita e altri sponsor, fondò con Sanae Yamamoto la Nihon Dogasha. Insieme realizzarono Suteneko Tora-chan, Tora-chan no hanayome e Tora-chan no kankan mushi in full animation, dopo il quale nel 1950 Masaoka si ritirò definitivamente dalla scena per l'acuirsi dei problemi alla vista, dedicandosi all'insegnamento dell'arte dell'animazione. Nel 1951 anche la Nihon Dogasha fallì, ma dalle sue ceneri l'anno dopo nacque la Nichido Eigasha, che venne poi acquisita dalla Toei Company per divenire tre anni dopo la Toei Dōga.

## Filmografia parziale
- Nansensu monogatari daīppen - Sarugashima, 1930
- Chikara to onna no yo no naka, 1932
- Adauchi karasu, 1933
- Kaguya-hime, 1934
- Tahchan no kaitei ryoku, 1934
- Mori no yakyūdan, 1934
- Chagama ondo, 1934
- Mori no yosei, 1935
- Nyan no urashima, 1938
- Yume no majutsushi, 1938
- Tori no hoken kanyūin, 1938
- Benkei tai Ushiwaka, 1939
- Fuku-chan no Kishū, 1942
- Kumo to tulip, 1943
- Sakura - Haru no gensō, 1946
- Suteneko Tora-chan, 1947
- Tora-chan to hanayome 1948
- Tora-chan no kankan mushi, 1950